# Sergio Wolf
Sergio Wolf (Buenos Aires, 20 de octubre de 1963) es un crítico de cine, docente, guionista y cineasta argentino. Fue programador del Buenos Aires Festival Internacional de Cine Independiente (BAFICI) entre 2005 a 2007 y su director artístico entre 2008 y 2012. Dirigió los largometrajes Yo no sé qué me han hecho tus ojos (2003, codirigida con Lorena Muñoz), El color que cayó del cielo (2014), Viviré de tu recuerdo (2016) y Esto no es un golpe (2018).
Es coguionista de  los largometrajes La felicidad: un día de campo (1998) y Zapada, una comedia beat (1999), ambas dirigidas por Raúl Perrone, además de Extranjera (2007), de Inés Oliveira Cézar, y Por tu culpa (2008), de Anahí Berneri.

## Biografía
Es autor de los libros La escena documental (Monte Hermoso Ediciones, 2018) y Cine/Literatura. Ritos de pasaje (Paidós, 2001), además de compilador de Cine Argentino. La otra historia (Letra Buena, 1992). 
Es profesor adjunto de Historia del Cine I, y profesor titular de Guion Documental I y Guion IV, en las carreras de grado y maestrías de Documental y Guion, respectivamente, de la Universidad del Cine (Buenos Aires). 
Entre las múltiples revistas de cine en las que escribió se encuentran El Amante del Cine, "Cine en la cultura argentina y latinoamericana", "Film " -de la que fue uno de sus directores- y actualmente en Revista de cine -en la que integra el comité de redacción. Además escribe sobre fútbol en el diario Olé.
En 2021 obtuvo el Premio Konex en el rubro Documental.

## Filmografía
Director
- Esto no es un golpe (2018)
- Viviré de tu recuerdo (2016)
- El color que cayó del cielo (2014)
- Yo no sé qué me han hecho tus ojos (2003, codirigida con Lorena Muñoz).

Guionista
- Por tu culpa (2008)
- Extranjera (2007)
- Encarnación (2007)
- Zapada, una comedia beat (1999)
- La felicidad: un día de campo (1998).

## Libros publicados
- La escena documental (Monte Hermoso Ediciones, 2018)
- Cine/Literatura. Ritos de pasaje (Paidós, 2001)
- Cine Argentino. La otra historia (compilador) (Letra Buena, 1992)